# Органова, Нина Михайловна
Ни́на Миха́йловна Орга́нова (21 декабря 1924, хутор Лебяжий Бор, Шацкий уезд, Рязанская губерния, СССР — 2 февраля 2007, Рязань, Россия) — советский и российский геолог, педагог и краевед.

## Биография
Н. М. Органова родилась на хуторе Лебяжий Бор, ныне посёлок Байкур Ермишинского района Рязанской области.
Училась в школах Макарьева-на-Унже (1931—1932), Костромы (1932—1934), Ашхабада (1934—1938), Москвы (1938—1940), Владивостока (1940), завершила обучение в Новосибирске (1941—1942).
В 1942 году поступила на факультет гражданского строительства Дальневосточного политехнического института. В 1947 году окончила ДВПИ, в котором проработала преподавателем в течение нескольких лет.
В 1953—1956 годах Н. М. Органова работала на кафедре инженерной геологии ДВПИ. В эти же годы училась в очной аспирантуре геологического отдела Дальневосточного филиала Академии наук СССР, научный руководитель — профессор И. В. Попов. После окончания аспирантуры включена в состав отдела региональной геологии Дальневосточного филиала Сибирского отделения Академии наук СССР.
28 октября 1958 года на Совете геологического факультета Московского государственного университета имени М. В. Ломоносова состоялась защита кандидатской диссертации «Геологическое строение и инженерно-геологическое районирование полуострова Трудного Находкинского района Приморского края».
После защиты диссертации до 1960 года продолжала работать в отделе региональной геологии Дальневосточного филиала.
В 1960—1961 годах занимала должность старшего преподавателя нефтяного факультета Туркменского государственного университета. Затем, пройдя отбор по конкурсу, получила назначение на должность заместителя заведующего кафедрой общей геологии и геологии СССР геолого-геофизического факультета Новосибирского государственного университета. В 1963 году была утверждена ВАК в учёном звании доцента. С 1961 по 1970 год состояла членом Совета по геолого-минералогическим наукам при университете по защитам диссертаций и присуждению учёных степеней, была его учёным секретарём.
В 1970—1973 годах заведовала лабораторией инженерной геологии Дальневосточного научно-исследовательского института гидротехники и мелиорации (ДальНИИГиМ, г. Владивосток).
С 1973 по 1980 год работала старшим научным сотрудником лаборатории геоморфологии Тихоокеанского института географии Дальневосточного научного центра АН СССР и по совместительству (в 1973—1977 годах) — доцентом и заместителем заведующего кафедрой Дальневосточного государственного университета, где участвовала в открытии специальности и кафедры палеогеографии и геоморфологии; была членом Учёного совета университета.
В 1983 году после выхода на пенсию Н. М. Органова переехала в Рязань. В 1984—1986 годах преподавала в Рязанском сельскохозяйственном институте имени П. А. Костычева, занимая должность доцента гидромелиоративного факультета, и в Рязанском институте усовершенствования учителей.
Умерла 2 февраля 2007 года в Рязани. Похоронена на Воскресенском кладбище.

## Научно-педагогическая и общественная деятельность
Н. М. Органова — учёный в областях стратиграфии, региональной и инженерной геологии, сейсмологии и палеонтологии, краевед-энциклопедист.
С 1947 года была включена в состав научно-исследовательской инженерно-геологической партии, работавшей под руководством М. Г. Органова на Южном Сихотэ-Алине. Впоследствии являлась участником многих геологических экспедиций: входила в состав коллективов учёных, проводивших геологические съёмки в Приморском крае (под строительство Партизанской ГРЭС, 1950), в Амурской области (под строительство Зейской ГЭС, 1954), тематические исследования в Туркмении (1961), Туве (1962), Забайкалье (1962), Горном Алтае (1963—1969), Хабаровском и Приморском краях (1964), на Сахалине (1977), в Китайской Народной Республике (1957) и Корейской Народно-Демократической Республике (1958—1960). Во второй половине 1980-х — начале 1990-х годов активно занималась изучением гидрогеологии и истории населённых пунктов Рязанской области.
Впервые составила карты: геологическую, гидрогеологическую, инженерно-геологического и сейсмологического районирований полуострова Трудного, на юго-востоке которого строился порт Находка (1951—1952, 1954—1956). В 1958 году на западе Приморского края Н. М. Органовой открыты фаунистически охарактеризованные морские осадочные отложения среднего палеозоя. В 1957—1960 годах разработала первую палеонтологически обоснованную сводную стратиграфию верхнепалеозойских отложений для Лаоелин-Гродековской складчатой области (сопредельных территорий Западного Приморья СССР, востока КНР и северо-востока КНДР). Составила палеогеографические карты для верхнего палеозоя и провела сопоставление пермских отложений изученной территории с одновозрастными отложениями Юго-Восточной Азии. В 1963 году вошла в состав коллектива лаборатории по составлению карты складчатых комплексов Сибири и Дальнего Востока в масштабе 1:5000000. Составила карту и написала текст к монографии для территории юга советского Дальнего Востока (Амурская область, Хабаровский и Приморский края), а также по Забайкалью в соавторстве с В. А. Соловьёвым и по Сахалину в соавторстве с Ю. А. Юновым. Результаты опубликованы в 1965 году в монографии «Геологическое строение земной коры Сибири и Дальнего Востока». В 1973—1980 годах изучала современные движения земной коры юга Дальнего Востока и Сахалина. Составила сейсмотектоническую карту этих территорий, выявила связь землетрясений с различными геологическими структурами и пришла к выводу, что мелкофокусные землетрясения, происходящие в земной коре, и глубокофокусные, происходящие в верхней мантии Земли на глубине до 700 км, порождаются одним и тем же процессом, связанным с внутренней жизнью Земли — перемещением литосферных плит. В работе «О прогнозе сейсмичности Приморья» (1980) на основе комплексного анализа особенностей рельефа, уровнемерных наблюдений постов на побережье Японского моря и геолого-геофизических сейсмических данных ею была выявлена зависимость сейсмичности Приморья от развития структур зон — Курило-Камчатской и в особенности наиболее активной Нампонской (Идзу-Бонинской, Япония). Изучала техногенные движения при подземной добыче угля в Приморье и на Сахалине (1977). Ссылки на полученные Н. М. Органовой результаты достаточно широко представлены в геологической литературе.
С начала 1950-х годов Н. М. Органова стала преподавать. В ДВПИ читала курс лекций по общей геологии, вела практические занятия по инженерной геологии и полевую геологическую практику. В НГУ разработала курс «Геология СССР», читавшийся ею студентам-четверокурсникам геолого-геофизического факультета. В ДВГУ читала курсы по геологии СССР, геотектонике, новейшим и современным тектоническим движениям земной коры. В РГСХИ вела курс «Геология и гидрогеология», в Рязанском областном институте усовершенствования учителей читала лекции по геологии для учителей географии.
Н. М. Органовой опубликовано 38 научных работ по геологической тематике и более 300 краеведческих статей для Рязанской энциклопедии. Также с 1978 по 1999 год ею написано около 150 статей, очерков и репортажей для газет «Дальневосточный учёный» (г. Владивосток), «Маяк» (п. г. т. Кадом, Рязанская область), «Приокская газета», «Рязанские ведомости» и других изданий.
Н. М. Органова — действительный член Всесоюзного палеонтологического общества с 1959 года. В 1981 году стала действительным членом Московского центра Всесоюзного географического общества, в 1984—1997 годах была членом Президиума Рязанского отдела этого общества. В 1984 году принимала участие в работе XXVII Международного геологического конгресса в Москве. В 1990—2000 годах являлась членом редакции Рязанской энциклопедии. В 2000 году избрана членом-корреспондентом Российской Академии естественных наук и Академии российских энциклопедий.
В 1990 году за большие заслуги перед советской географией и Географическим обществом Союза ССР награждена Почётной грамотой Президиума Географического общества. 23 мая 2000 года за большой личный вклад в подготовку историко-энциклопедического справочника «Рязанская энциклопедия» награждена Почётной грамотой главы администрации Рязанской области.

## Некоторые публикации
- Органова Н. М. К тектонике и неотектонике полуострова Трудного (Прим. край) // Сообщ. Дальнев. филиала Сиб. отд. АН СССР. Вып. 10.. — Владивосток, 1959. — С. 225—229.
- Органова Н. М. Сейсмическое микрорайонирование полуострова Трудного (Южное Приморье) // Бюлл. совета по сейсмологии АН СССР. Вып. 8.. — М.: Издательство АН СССР, 1960. — С. 184—188.
- Органова Н. М. Отражение сейсмичности в рельефе юга Дальнего Востока и сопредельной территории // Исследования взаимодействий факторов рельефообразования / ДВНЦ АН СССР. — Владивосток, 1977. — С. 26—43.
- Органова Н. М., Кручинина Л. М. Геолого-геофизические условия сейсмичности в юго-западной части Приморья // Советская геология. — 1978. — № 12. — С. 122—124.
- Органова Н. М. О прогнозе сейсмичности Приморья // Клиноморфогенез и региональный географический прогноз / ДВНЦ АН СССР. — Владивосток, 1980. — С. 151—168.
- Органова Н. М., Кручинина Л. М. Особенности влияния техногенных движений на рельеф Южного Приморья и западного Сахалина // Клиноморфогенез и региональный географический прогноз / ДВНЦ АН СССР. — Владивосток, 1980. — С. 169—178.
- Органова Н. М. Сейсмическое проявление современных движений юга Дальнего Востока и сопредельных территорий // Современные движения земной коры. Геолого-геоморфологические исследования. — М.: Радио и связь, 1982. — С. 103—108.
- Описание населённых пунктов Ермишинского, Кадомского, Пителинского районов, востока Касимовского и части Путятинского районов Рязанской области (114 пунктов) // Рязанская энциклопедия: Справочный материал / Ред. Н. М. Органова и др.. — Рязань: Товарищество «Рязанская энциклопедия», 1994. — Т. 15. — 169 с. — 1500 экз.
- Органова Н. М. Елатьма Рязанской области в XIV – начале XX века // Рязанский следопыт. — 1995. — № 4. — С. 11—12. — ISSN 0869-642X.
- Органова Н. М. Чувство Родины: Воспоминания геолога. — Владивосток: Дальнаука, 1998. — 167 с. — (Наука в лицах). — 300 экз. — ISBN 5-7442-1046-6.